# Furmanów (gromada)
Furmanów – dawna gromada, czyli najmniejsza jednostka podziału terytorialnego Polskiej Rzeczypospolitej Ludowej w latach 1954–1972.
Gromady, z gromadzkimi radami narodowymi (GRN) jako organami władzy najniższego stopnia na wsi, funkcjonowały od reformy reorganizującej administrację wiejską przeprowadzonej jesienią 1954 do momentu ich zniesienia z dniem 1 stycznia 1973, tym samym wypierając organizację gminną w latach 1954–1972.
Gromadę Furmanów z siedzibą GRN w Furmanowie utworzono – jako jedną z 8759 gromad na obszarze Polski – w powiecie koneckim w woj. kieleckim, na mocy uchwały nr 13d/54 WRN w Kielcach z dnia 29 września 1954. W skład jednostki weszły obszary dotychczasowych gromad Boków, Furmanów, Lelitków, Wielka Wieś i Wólka Zychowa ze zniesionej gminy Odrowąż w tymże powiecie. Dla gromady ustalono 21 członków gromadzkiej rady narodowej.
31 grudnia 1961 gromadę zniesiono, a jej obszar włączono do gromady Niekłań.